# 卡巴尔达男人 (艺术品)
卡巴尔达男人是一个于1780年至1804年期间诞生于俄罗斯圣彼得堡的陶塑。1779年，圣彼得堡御瓷厂的吉恩·多米尼克·罗歇特制造了卡巴尔达男人陶塑模具，使得其成为了工厂大规模生产的产品。该系列产品的生产工作从1780年一直持续到了1804年为止，常作为礼物赠送给外国政要。该系列陶塑还有萨莫耶德人、鞑靼妇女等。

## 简介
现代卡巴尔达人的人口数量大约在60万到100万之间，现在主要生活在俄罗斯境内的以该民族命名的卡巴尔达-巴尔卡尔共和国，还有一些卡巴尔达人分布在土耳其、格鲁吉亚、美国和中东地区等地。他们大多数人是逊尼派穆斯林，但是少数在北奥塞梯的卡巴尔达人信奉基督教。在凯瑟琳大帝的赞助下，位于俄罗斯圣彼得堡的圣彼得堡御瓷厂进入了繁荣时期。该御瓷厂主要服务于皇家，其生产出的作品常作为礼物赠送给外国政要。卡巴尔达男人陶塑全高约21.6厘米，在陶塑的基座背面上印有字样。1982年，由杰克与贝尔·林斯基赠送给大都会艺术博物馆。